# زهاو شوري
زهاو كسوري (بالصينية: 赵旭日)، من مواليد 3 ديسمبر 1985 في داليان في الصين، لاعب كرة قدم صيني.
بدأ مسيرته الكروية مع نادي داليان شيد في موسم 2000/2001، وفي عام 2002 انتقل إلى نادي داليان ساديلونغ، وفي موسم 2003/2004 انتقل إلى نادي سيشوان غوانتشينغ، ولعب معهم 37 مباراة وسجل 4 أهداف، ومنذ عام 2005 وهو يلعب مع نادي داليان شيد.
و قد بدأ باللعب مع منتخب الصين لكرة القدم في عام 2003.

## روابط خارجية
- زهاو شوري على موقع الاتحاد الدولي (مؤرشف)  (الإنجليزية)
- زهاو شوري على موقع قاعدة بيانات كرة القدم.إي يو (الإنجليزية)
- زهاو شوري على موقع ناشيونال فوتبول تيمز (الإنجليزية)
- زهاو شوري على موقع Soccerway.com (الإنجليزية)
- زهاو شوري على موقع أوليمبيديا (الإنجليزية)
- زهاو شوري على موقع اللجنة الأولمبية الصينية (الإنجليزية)